# Franny och Zooey
Franny och Zooey (på originalspråket engelska: Franny and Zooey) är en bok av den amerikanske författaren J.D. Salinger. Den utgavs 1961 och innehåller de två berättelserna om Franny och Zooey. Franny och Zooey är syster och bror i 20–30-årsåldern och de är de yngsta medlemmarna i familjen Glass, som författarens böcker ofta handlar om.